# Estación Ángel Etcheverry
Ángel Etcheverry es una estación ferroviaria ubicada en el partido de La Plata, provincia de Buenos Aires, Argentina.

## Servicios
La estación forma parte del ramal que, saliendo de La Plata, llegaba hasta las estaciones Mira Pampa, Azul y Olavarría; correspondía al Ferrocarril Provincial de Buenos Aires (FCPBA), luego Ferrocarril General Belgrano.
En la actualidad un grupo de ferroaficionados llamados "Amigos del Ferrocarril Provincial" realizan distintas tareas de mantenimiento en zorras para no perder la traza ferroviaria. Las actividades consisten en desmalezamientos, levantamiento de rieles, entre otras.

## Historia
En esta estación se produce el enlace con el ramal González Catán - Puerto La Plata de la Compañía General de Ferrocarriles en la Provincia de Buenos Aires (CGBA), el cual fue tendido a principio de la década de 1950. El último viaje se realizó el 13 de marzo de 1993.